# アントン・グボー
アントン・グボー（Anton Goubau、姓は Goubaie、Goebouw、Goubouw、Gebouw　などともされ、ファーストネームは 'Antonie'、 'Anthonis'、'Antoni'ともされる。1616年5月27日 - 1698年3月21日）は、17世紀、フランドルの画家である。ローマでも活動し風俗画で人気になったオランダ出身の画家、ピーテル・ファン・ラール(通称、バンボッチオ)の影響を受けた画家たち、「バンボッチャンティ」（Bamboccianti）の一人とされる。イタリアの風物を描いた「イタリア風風景画」や、アントウェルペンの夜警団が詰所で寛ぐ情景を描いた作品などで知られている。

## 略歴
アントウェルペンの裕福な家族に生まれた。1929年からJan de Farius（Jan Fariusとも）という画家に学んだ。1636年か1637年にアントウェルペンの聖ルカ組合の親方として登録された 。1644年から1650年の間、ローマで活動し、1640年ころまでローマで活動し人気のあったピーテル・ファン・ラールのスタイルから影響を受けた「バンボッチャンティ」と呼ばれる画家たちの中で活動した。パウル・ブリル(1553/1554-1626)やヤン・ミエル(Jan Miel: 1599-1663)、ミヒール・スウェールツ(Michael Sweerts: 1618-1664)、ヨハネス・リンゲルバッハ(Johannes Lingelbach: 1622-1674) といったネーデルランドの画家たちの作品から影響を受けた。
アントウェルペンに戻った後はバルトロメウス・ブレーンベルフ(1598-1657)やヤン・ボト(1610s-1658)のスタイルの「イタリア風風景画]を描いた。実際の風景ではなく、ローマの名所の建物や遺跡から合成された架空の風景（「カプリッチョと呼ばれるジャンルの風景画）に、働く人々などを配した作品を描いた。その他に夜警団が詰所で寛ぐ情景を描いた作品や宗教的な主題の作品も描いた。
アントウェルペンで工房を開き弟子には Abraham Couchet、Arnold Gerardi、Justus Gerardi、Laureys Goubau、Nicolas de Largillière、Jan Baptist Tijssensらがいる。

## 作品

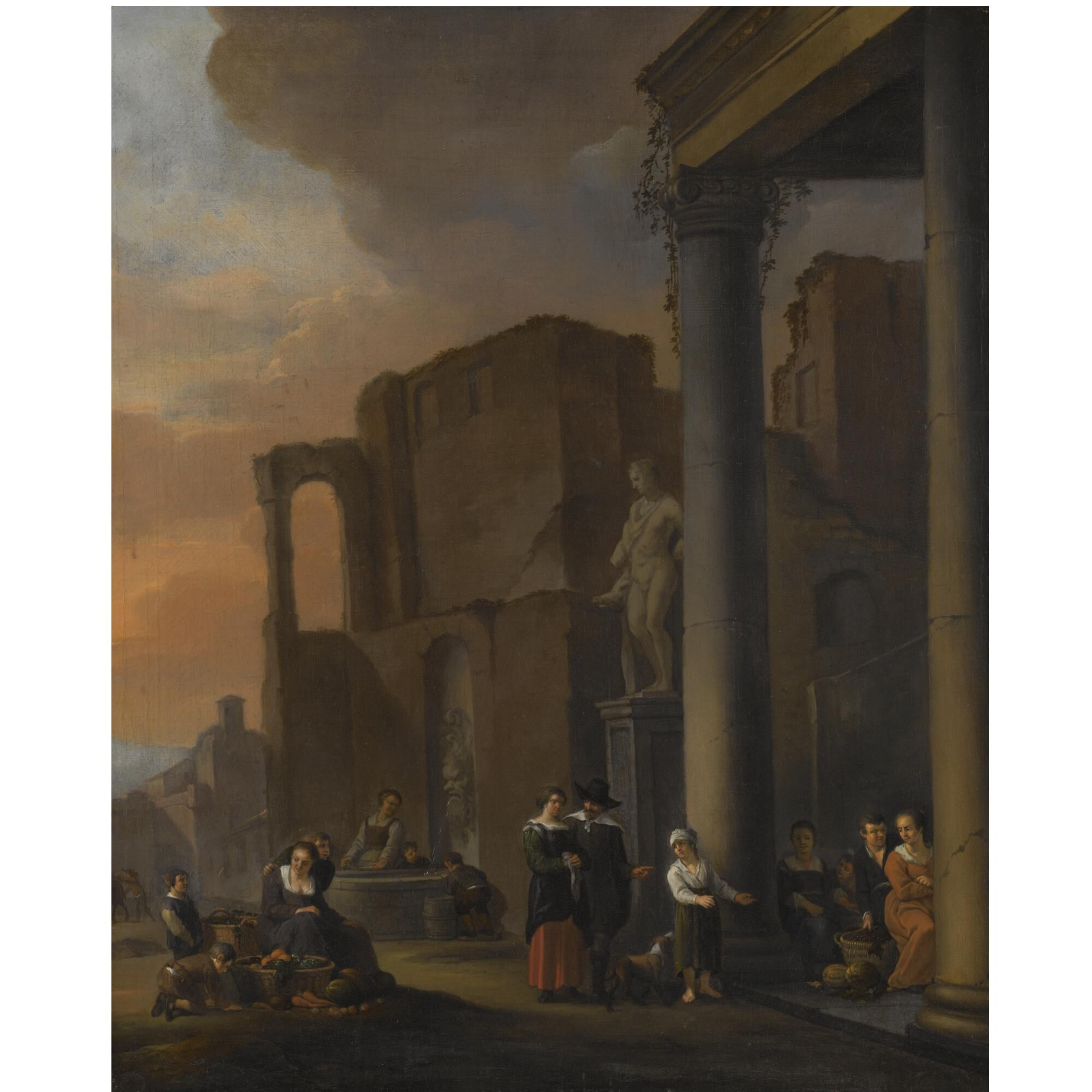
遺跡の前で果物や野菜を売る人物のいるカプリッチョ
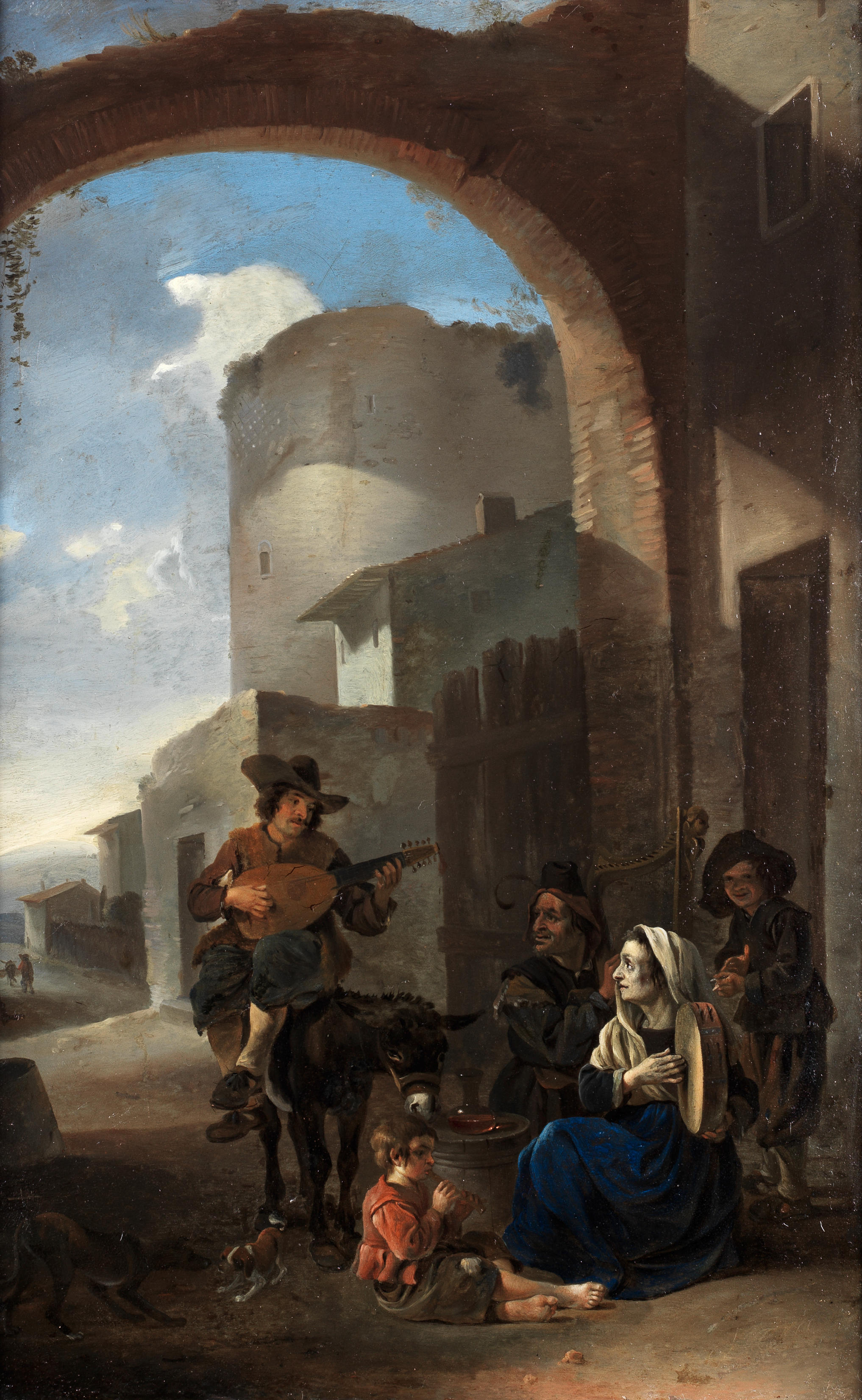
音楽を楽しむ農民と旅人
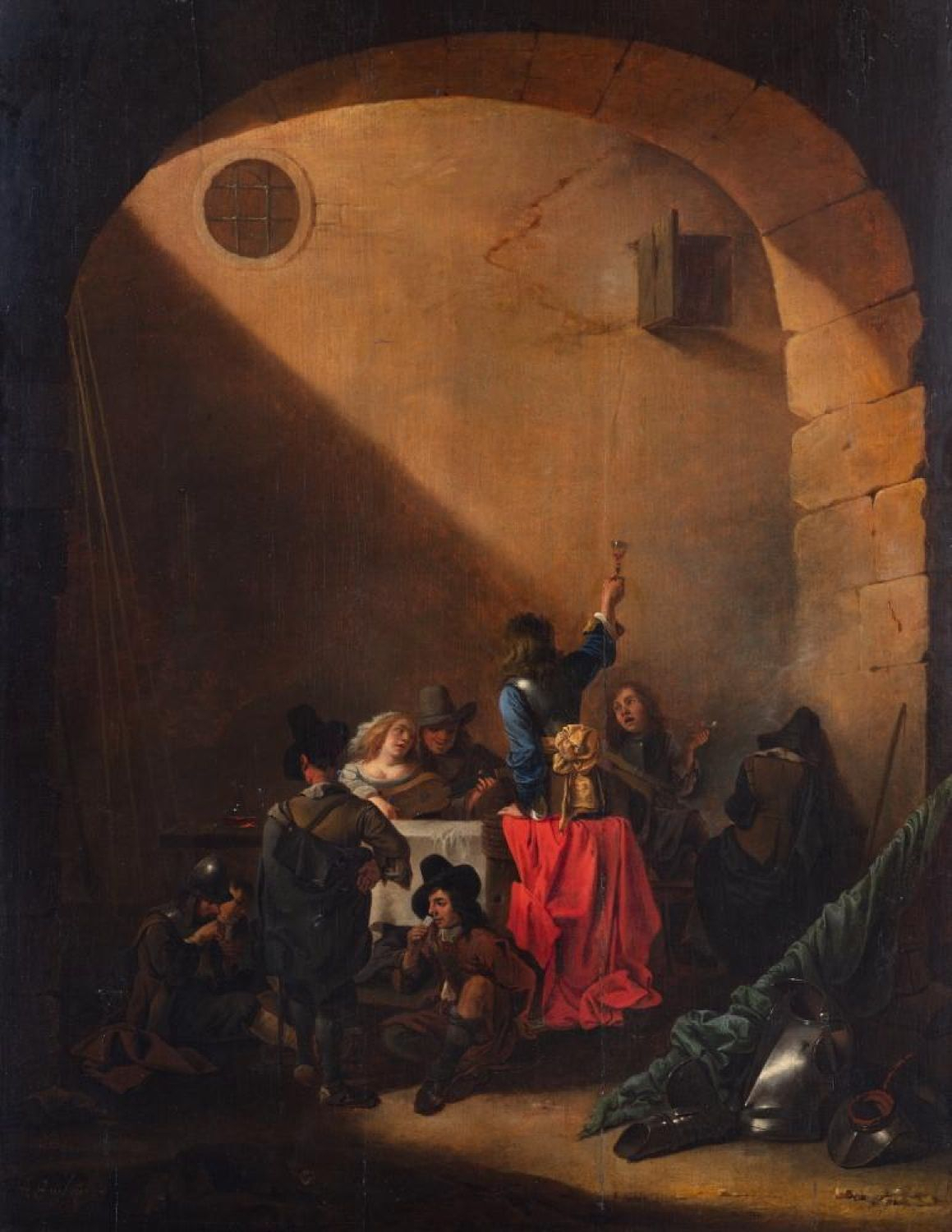
夜警団の詰所
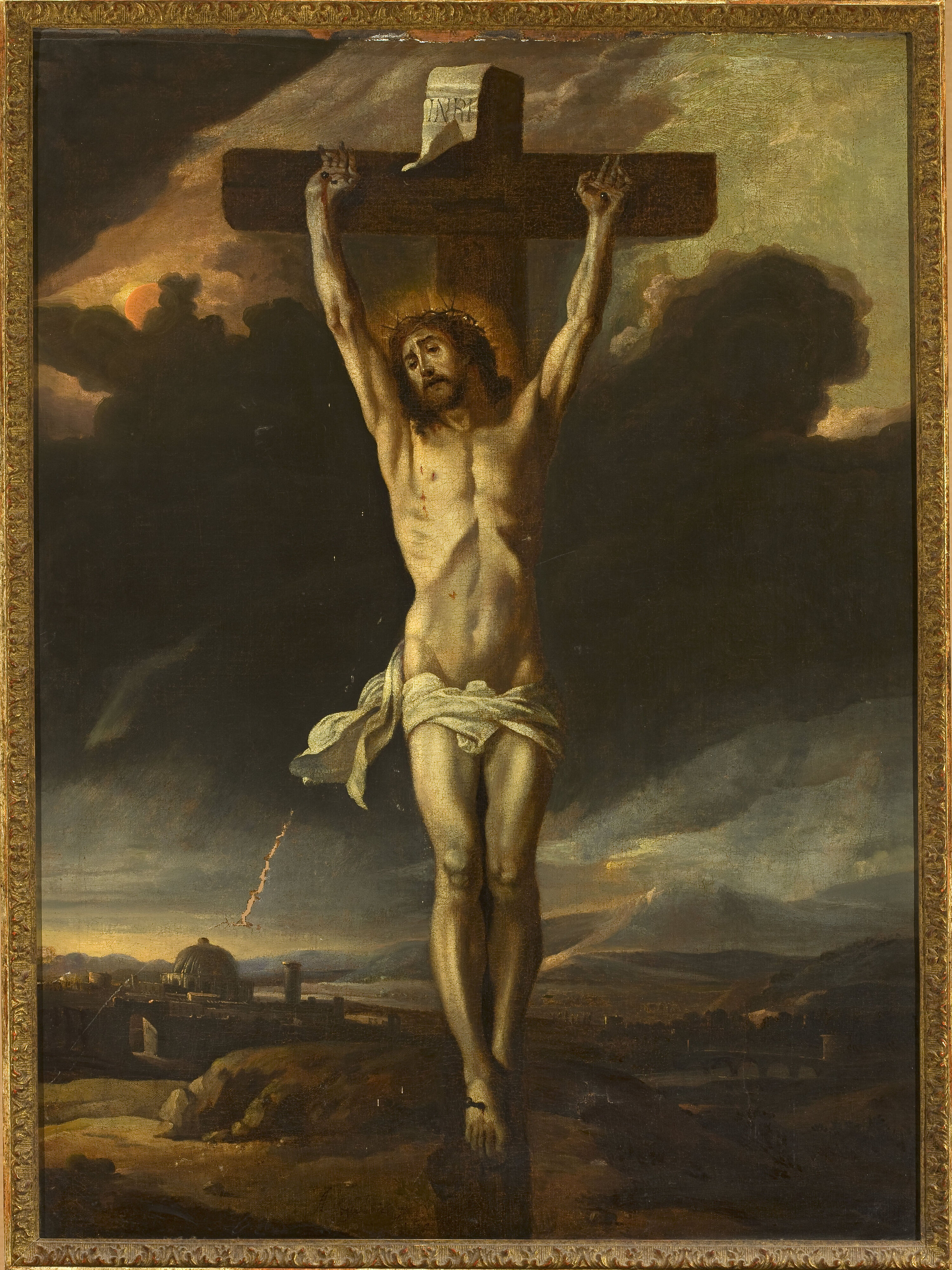
十字架のキリスト

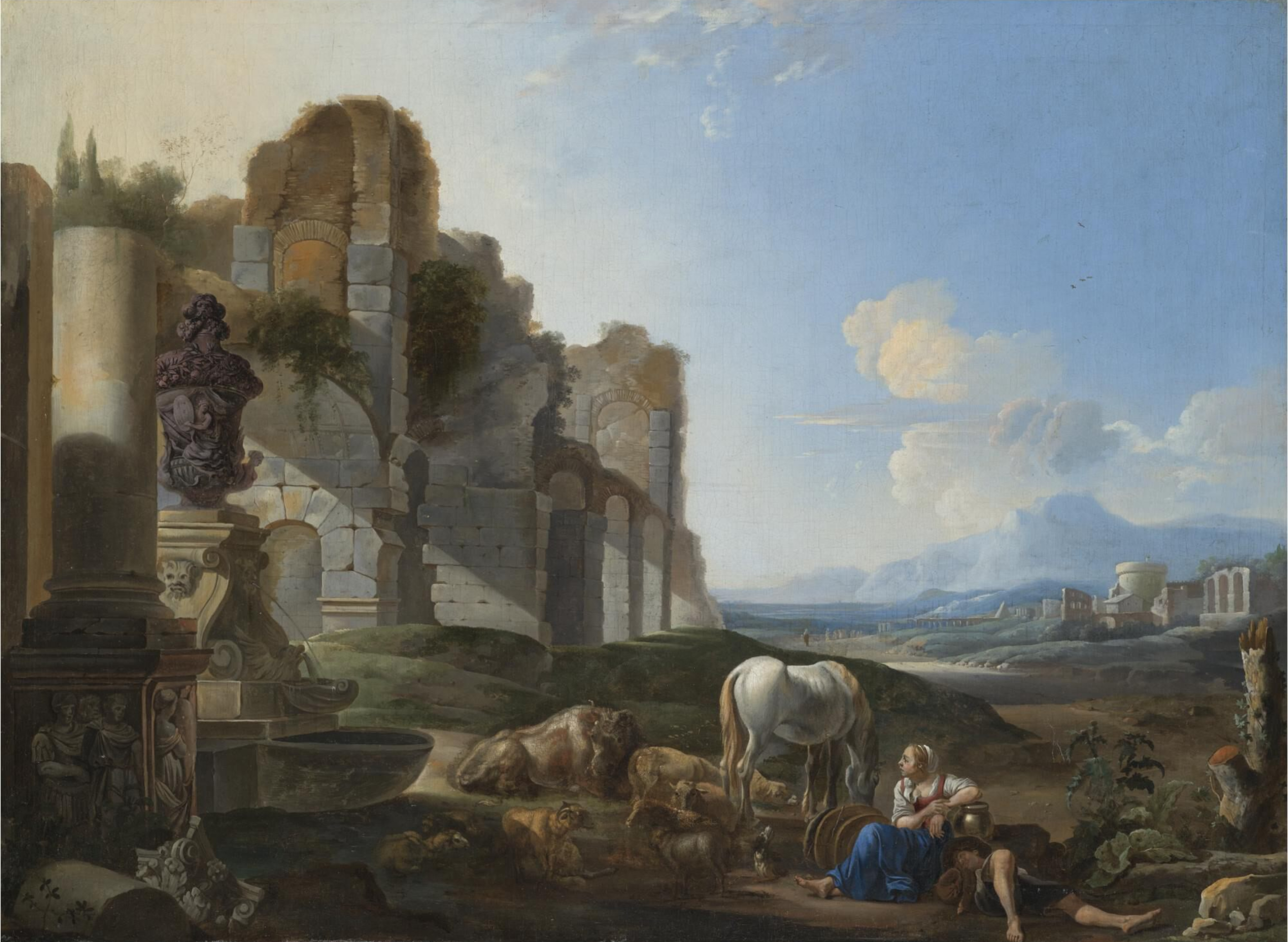
遺跡と羊飼いが描かれたイタリア風風景画
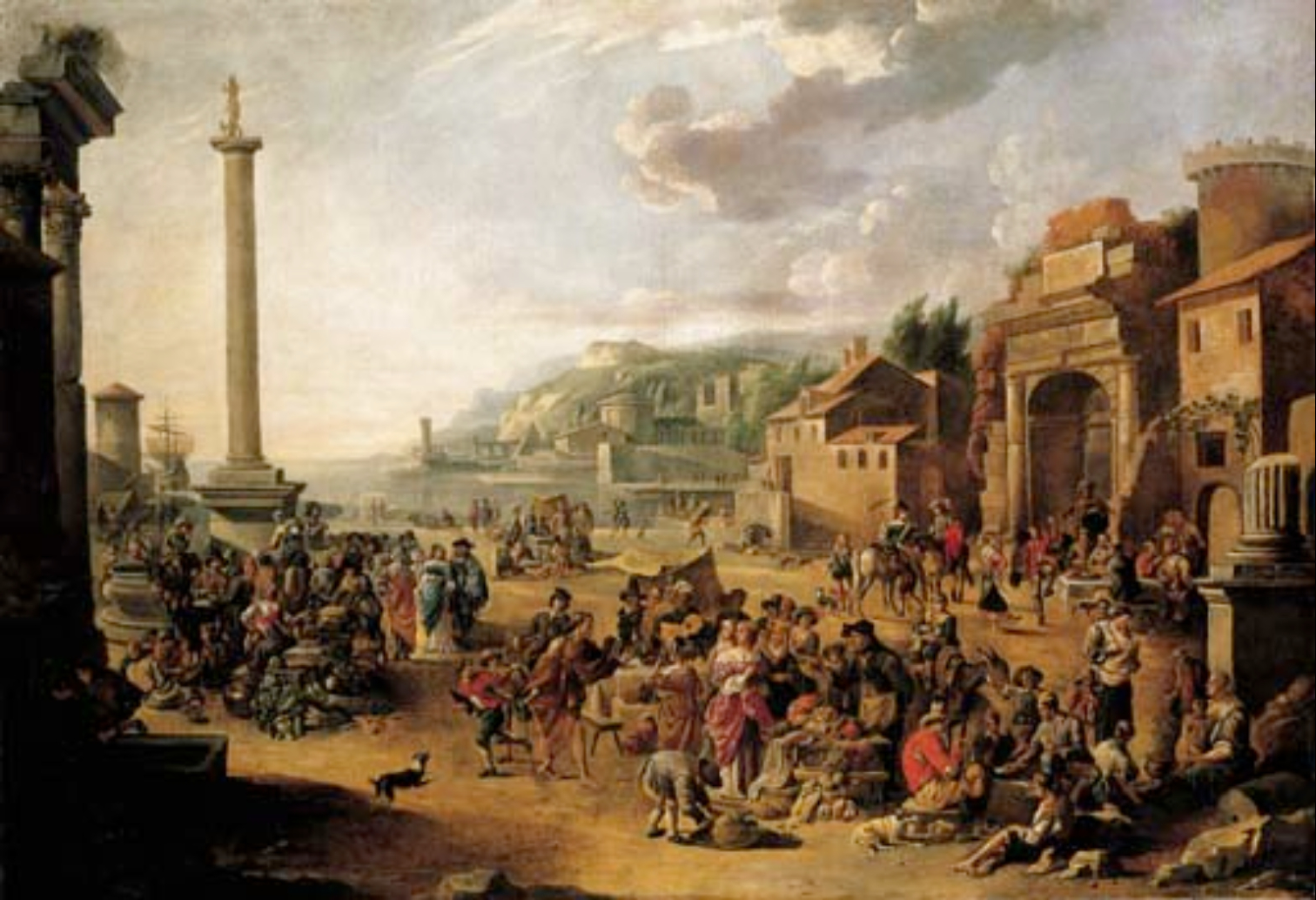
ディオゲネスが描かれたイタリアの港の市場の風景
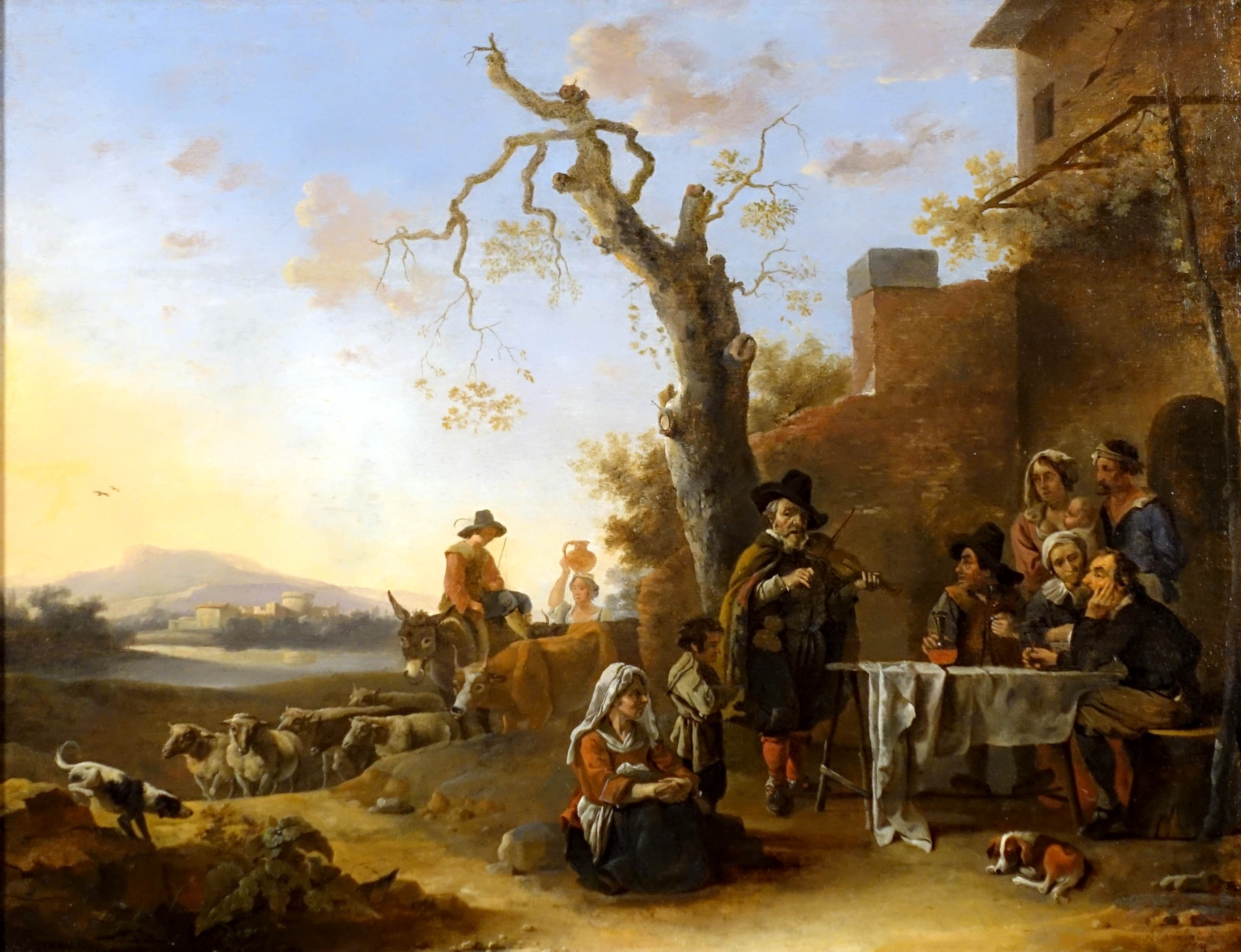
宿屋の前で音楽を演じる旅芸人